# Solbjerg (Aarhus)
Solbjerg is een plaats in de Deense regio Midden-Jutland, gemeente Aarhus, en telt 3765 inwoners (2017).

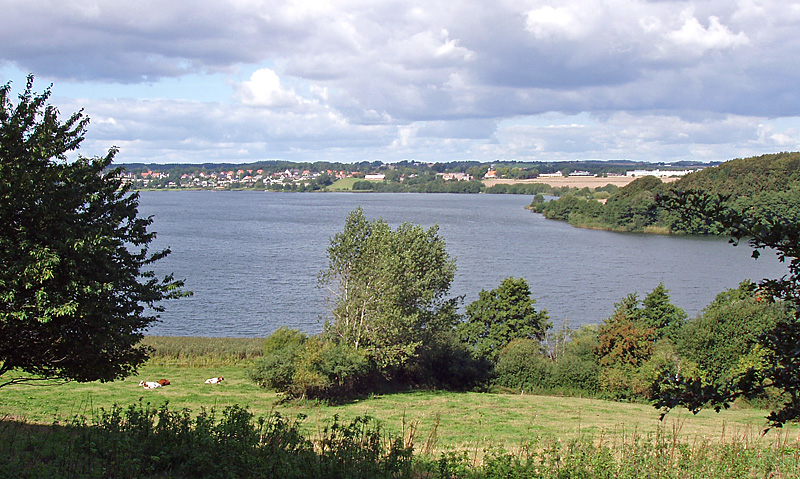
Solbjerg meer